# Édouard Joshua Adjanohoun
Édouard Joshua Adjanohoun (* 5. November 1928 in Ouidah, Benin; † 16. Januar 2016 in Bruges, Frankreich) war ein beninischer Botaniker. Sein offizielles botanisches Autorenkürzel lautet „Adjan.“.

## Leben und Werk
Adjanohoun war Professor an der Universität Bordeaux III und der erste Rektor der Université du Dahomey, der heutigen Université d’Abomey-Calavi. Zahlreiche westafrikanische Botaniker, darunter Sita Guinko, Koffi Akpagana und Brice Sinsin, zählen zu seinen Schülern. Er war Vizepräsident des afrikanischen Wissenschaftsrats und Präsident des Komités der OUA für traditionelle afrikanische Medizin und Heilpflanzen. Nach seiner Pensionierung im Jahr 1990 arbeitete Adjanohoun unter anderem in der Leitung des botanischen und zoologischen Gartens der Universität Abomey-Calavi.
Zusammen mit William Derek Clayton beschrieb er 1963 und 1964 die neuen Grasarten Andropogon ivorensis und Elionurus euchaetus.